# Hudson Island
Hudson Island ist eine Insel vor der Knox-Küste des ostantarktischen Wilkeslands. Sie ist die größte der Davis-Inseln im westlichen Abschnitt der Vincennes Bay.
Luftaufnahmen der US-amerikanischen Operation Highjump (1946–1947) dienten dem US-amerikanischen Kartographen Gardner Dean Blodgett für eine erste Kartierung. Das Antarctic Names Committee of Australia benannte sie 1960 nach Ray Trevor Hudson (1919–1986), Leiter des Hubschrauberteams bei der von 1959 bis 1960 durchgeführten Kampagne im Rahmen der Australian National Antarctic Research Expeditions unter der Leitung des australischen Polarforschers Phillip Law, bei der die Insel am 19. Februar 1960 erstmals besucht wurde.